# ロード・ハウ島

ロードハウ島の旗

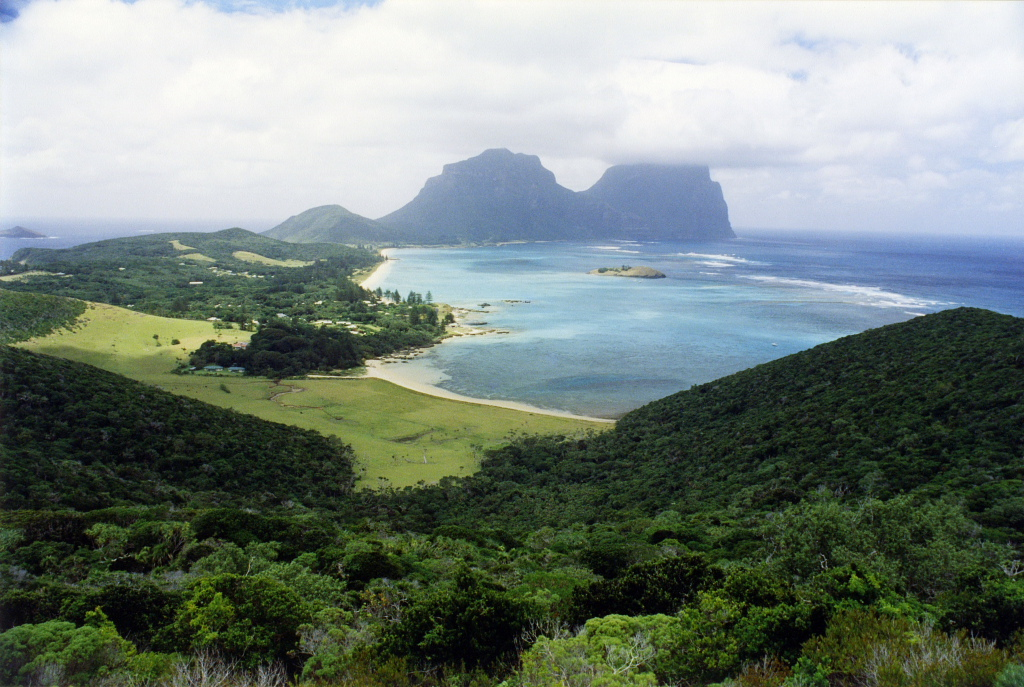
ロード・ハウ島の風景

ロード・ハウ島（ロード・ハウとう、英: Lord Howe Island）は、オーストラリア領で本土から東に600km離れた所にある小さな島である。タスマン海の中にあり、ニューサウスウェールズ州に属する。
- 位置：南緯31度33分 東経159度05分 / 南緯31.550度 東経159.083度座標: 南緯31度33分 東経159度05分 / 南緯31.550度 東経159.083度
- 最高峰：ガウアー山 (875m)
- 面積：14.6 km2
- 人口：350人の住民が住む。一度に滞在できる観光客の人数は、400人までに制限されている。

なお、島のほとんどはロード・ハウ島海洋公園として保護されている。

## 地理
ロード・ハウ島は三日月型の形をした全長約10km、幅約1.5kmの島で、約6900万年前の楯状火山が海水に浸食されて出来たものである。三日月の湾の内側では珊瑚礁や干潟がこの湾に守られる形で存在している。海域に存在するロード・ハウ海底山脈は珊瑚に覆われた平頂海山で、オーストラリア・プレートの活動により出来たものとされており、1000kmも北に続いている。
玄武岩で出来たリッジバード山 (777m) とガウアー山 (875m) が島の南部に位置しているが、これは元々火山のカルデラを形成していた溶岩が冷え固まったものである。これらの溶岩は6400年前のこの火山最後の火山活動で生まれたもので、最終的にはこの島の現在の形を形成したと見られている。

### 気候
亜熱帯で海洋性の気候である。1年を通して温暖で降水がある。冬に当たる6～8月は気温が少し下がり雨も多くなる。
| ロード・ハウ島の気候   | ロード・ハウ島の気候 | ロード・ハウ島の気候 | ロード・ハウ島の気候 | ロード・ハウ島の気候 | ロード・ハウ島の気候 | ロード・ハウ島の気候 | ロード・ハウ島の気候 | ロード・ハウ島の気候 | ロード・ハウ島の気候 | ロード・ハウ島の気候 | ロード・ハウ島の気候 | ロード・ハウ島の気候 | ロード・ハウ島の気候 |
| 月                     | 1月                  | 2月                  | 3月                  | 4月                  | 5月                  | 6月                  | 7月                  | 8月                  | 9月                  | 10月                 | 11月                 | 12月                 | 年                   |
| ---------------------- | -------------------- | -------------------- | -------------------- | -------------------- | -------------------- | -------------------- | -------------------- | -------------------- | -------------------- | -------------------- | -------------------- | -------------------- | -------------------- |
| 最高気温記録 °C （°F） | 29.9 (85.8)          | 31.3 (88.3)          | 28.2 (82.8)          | 27.0 (80.6)          | 25.2 (77.4)          | 23.9 (75)            | 22.4 (72.3)          | 23.4 (74.1)          | 23.3 (73.9)          | 24.9 (76.8)          | 28.0 (82.4)          | 28.3 (82.9)          | 31.3 (88.3)          |
| 平均最高気温 °C （°F） | 25.3 (77.5)          | 25.7 (78.3)          | 24.8 (76.6)          | 23.2 (73.8)          | 21.4 (70.5)          | 19.8 (67.6)          | 18.9 (66)            | 18.9 (66)            | 20.0 (68)            | 20.8 (69.4)          | 22.3 (72.1)          | 24.0 (75.2)          | 22.1 (71.8)          |
| 平均最低気温 °C （°F） | 20.6 (69.1)          | 21.0 (69.8)          | 20.0 (68)            | 18.0 (64.4)          | 16.3 (61.3)          | 14.8 (58.6)          | 13.9 (57)            | 13.5 (56.3)          | 14.6 (58.3)          | 15.7 (60.3)          | 17.4 (63.3)          | 19.2 (66.6)          | 17.1 (62.8)          |
| 最低気温記録 °C （°F） | 13.1 (55.6)          | 14.7 (58.5)          | 13.4 (56.1)          | 11.2 (52.2)          | 9.1 (48.4)           | 7.5 (45.5)           | 6.6 (43.9)           | 6.6 (43.9)           | 5.9 (42.6)           | 7.8 (46)             | 9.2 (48.6)           | 11.4 (52.5)          | 5.9 (42.6)           |
| 降水量 mm （inch）     | 113.5 (4.469)        | 112.6 (4.433)        | 131.9 (5.193)        | 134.2 (5.283)        | 157.7 (6.209)        | 173.1 (6.815)        | 141.0 (5.551)        | 107.7 (4.24)         | 110.7 (4.358)        | 106.1 (4.177)        | 110.3 (4.343)        | 102.4 (4.031)        | 1,499 (59.016)       |
| 平均降水日数           | 13.1                 | 13.2                 | 15.9                 | 18.6                 | 20.8                 | 21.7                 | 23.2                 | 20.4                 | 16.5                 | 14.3                 | 13.6                 | 13.5                 | 204.8                |
| % 湿度                 | 69                   | 66                   | 67                   | 67                   | 66                   | 66                   | 66                   | 64                   | 68                   | 68                   | 67                   | 66                   | 67                   |
| 出典：                 |                      |                      |                      |                      |                      |                      |                      |                      |                      |                      |                      |                      |                      |

## 環境
ロード・ハウ島は、ロード・ハウ島亜熱帯雨林としても知られ、陸上動物の生態に際立った特徴が認められており、また、本土オーストラリアを含めニューギニア、ニューカレドニアと生物学的な類似性を見いだすことが出来ることもあり、生物地理区であるオーストラリア区の一部とされている。ロード・ハウ島は大陸とつながったことがないため、その動植物相はすべて海を越えて渡ってきた種を祖先としている。島の植物の半分以上は島固有の種である。固有の植物には、たとえばヤシ科の Hedyscepe canterburyanaやケンチャヤシ（Howea belmoreana） といったものがある。
島には哺乳類はもともとコウモリ一種しか生息していなかったが、ネズミやイノシシなどが移入された。ロードハウクイナなどの固有種を含め100種を越える鳥類が生息している。他に島にはキバラモズヒタキのロード・ハウ島亜種 (Pachycephala pectoralis contempta)、ハイムネメジロのロード・ハウ島亜種 (Zosterops lateralis tephropleurus)、フエガラスのロード・ハウ島亜種 (Stepera graculina crissalis) などの固有亜種の鳥類が生息している。絶滅した固有種としてロードハウセンニョムシクイ (Gerygone insularis)、ロードハウメジロ (Zosterops strenuus)、ロードハウセイケイ、固有亜種としてアカメカラスバトのロード・ハウ島亜種 (Columba vitiensis godmanae)、アオハシインコのロード・ハウ島亜種 (Cyanoramphus novaezelandiae subflavescens) などがいる。
昆虫にはロードハウナナフシなどの固有種がいたがネズミなどに捕食されて数を減らした。ロードハウナナフシは島からいなくなり絶滅したと思われていたが、2001年に近くにある小島・ボールズ・ピラミッドにごくわずか生息しているのが発見された。
島では約10%の森が農業用地に転用され面積を減らし、20%の森は野生化したウシ、ヒツジ、山羊、イノシシなどによって荒らされた。このため、島では入植者に持ち込まれた生物を減らす努力が続けられている。特に山羊はすべて除かれ、イノシシの数は減った。ネズミや入植者に持ち込まれた植物に関しては引き続き減らす努力が続いている。

## 歴史
ロード・ハウ島は1788年2月、リッジバード・ボール大佐の命を受けノーフォーク島の開拓に向かっていた海軍により発見されフランス軍との戦いで功労のあったリチャード・ハウの名前を取ってその名称が付けられた。1833年以降から入植が開始された。1878年からココヤシが植え始められ観光産業と並び島の重要な産業となった。
1982年周辺の島々と共にロード・ハウ島群として、ユネスコの世界遺産（自然遺産）に登録された。